# 大東文化協会
財団法人大東文化協会（だいとうぶんかきょうかい）は、1923年（大正12年）に設立された法人。かつて大東文化学院および大東文化学院専門学校（旧制専門学校）を運営していた。現在の大東文化大学等を運営する学校法人大東文化学園の母体にあたる。
木下成太郎（衆議院議員　実業家）が中心となって帝国議会衆議院本会議において「漢学振興ニ関スル建議案」が可決され、その振興教育機関の設立母体として設立された。

## 概要
主に旧華族の関係者が設立に尽力したため、歴代協会会頭、その教育機関である大東文化学院の総長や幹部の多くが旧華族であり、戦前の首相、閣僚関係者が数多く関わっている。
初代総長は平沼騏一郎（元内閣総理大臣、男爵）、初代会頭は大木遠吉（鉄道大臣、伯爵）。
現在大東文化大学内に歴史資料館（アーカイブ）を設立し、「自校史教育」を展開している。

## 関係者
歴代の幹部・賛同者として、宮澤裕（協会副会頭、衆議院議員）、山本悌二郎（協会副会頭、元農林大臣）、松平頼寿（役職不明、貴族院議長、伯爵）、近衛文麿（賛同者、元内閣総理大臣、公爵）、酒井忠正（協会会頭、農林大臣、伯爵）、鵜澤總明（学院総長、貴族院議員、衆議院議員、東京裁判弁護団長）、藤山雷太（理事、貴族院議員、実業家）、大津淳一郎（役職は不明、貴族院議員）、渋沢栄一（評議員、実業家）などがおり、この他にも多くの政治家等が関わっている。
また、戦後も岸信介（元内閣総理大臣）を後援会長に、副会長に福田赳夫（同）、椎名悦三郎（通産大臣）を、役員には清瀬一郎（衆議院議長）、松野鶴平（参議院議長）、藤山愛一郎（経済企画庁長官）、高碕達之助（通産大臣）、石井光次郎（同）、平島敏夫（第二代学長、参議院議員）、賀屋興宣（元大蔵大臣）、南条徳男（大学名誉総長、建設大臣）など多くの政界、財界人が支援してきた。